# Pascal Poisson
Pour les articles homonymes, voir Poisson.
Pascal Poisson, né le 29 juin 1958 à Plancoët, est un coureur cycliste français.

## Biographie
Pascal Poisson devient professionnel en 1980 et le reste jusqu'en 1990. Il a été l'un des coéquipiers de Bernard Hinault et de Laurent Fignon. Dans le Tour de France 1984, il remporte la 12e étape de Saint-Girons à Blagnac. Il décide de mettre fin à sa carrière de cycliste à la fin de l'année 1990, «en profond désaccord» avec les directeurs sportifs de Toshiba puis de Z ».
Il s'installe dans les Antilles, où il entraîne une équipe cycliste, puis convoie des voiliers. Il projette de participer à la Route du Rhum en 2014.

## Palmarès

### Palmarès amateur
- Amateur
  - 1976-1981 : 77 victoires
- 1976
  - 2e du championnat de France de poursuite juniors
- 1978
  - Champion de Bretagne de poursuite
  - Champion de Bretagne du kilomètre
  -  Médaillé d'argent du championnat du monde du contre-la-montre militaires
  -  Médaillé d'argent du championnat du monde de course aux points militaires
- 1979
  - 2e de Paris-Montargis
  - 3e du championnat de France de poursuite amateurs
- 1980
  - 2e étape des Trois Jours de Marcoing
  - 1re étape de Paris-Vierzon
  - 1re étape du Tour d'Île-de-France
  - 2e du Tour d'Île-de-France
  - 2e du championnat de France sur route militaires
  - 3e de Paris-Vierzon
  - 3e du Grand Prix des Nations amateurs

### Palmarès professionnel
| - 1981 - Boucles des Flandres - Prologue du Tour de l'Avenir - 2e de La Marseillaise - 1982 - 2e du Tour de Corse - 3e du championnat de France de cyclocross - 3e de Bordeaux-Paris - 1983 - 1re étape du Tour du Vaucluse - 15ea étape du Tour d'Espagne - 2e du Critérium des As - 3e des Six Jours de Grenoble (avec Ralf Hofeditz) - 1984 - Grand Prix de Mauléon-Moulins - 3e (contre-la-montre par équipes) et 12e étapes du Tour de France - 3e du Tour de l'Aude | - 1985 - 10e de la Flèche wallonne - 1987 - Grand Prix de Wallonie - 1988 - Grand Prix de Denain - Quatre Jours de Dunkerque : - Classement général - 3e étape - 3e du Critérium des As - 1989 - 2e étape du Critérium du Dauphiné libéré - 1990 - 6e étape du Tour de Trump |  |

## Résultats sur les grands tours

### Tour de France
6 participations
- 1982 : 50e
- 1983 : abandon
- 1984 : 80e, vainqueur des 3e (contre-la-montre par équipes) et 12e étapes
- 1985 : 42e
- 1987 : 67e
- 1989 : 71e

### Tour d'Espagne
2 participations
- 1983 : 38e, vainqueur de la 15ea étape
- 1985 : 15e

### Tour d'Italie
2 participations
- 1988 : abandon
- 1990 : 128e